# Episodi di Madri - Una vita d'amore (seconda stagione)
La seconda stagione della serie televisiva spagnola Madri - Una vita d'amore (Madres. Amor y vida), composta da 13 episodi, è stata distribuita in prima visione in Spagna sul servizio di streaming Amazon Prime Video il 13 novembre 2020 e trasmessa in televisione su Cuatro dal 7 dicembre 2021 all'8 febbraio 2022 e su Telecinco dal 16 febbraio al 2 marzo 2022.
In Italia la stagione, divisa in due parti, viene distribuita sul servizio streaming Mediaset Infinity dal 17 luglio 2024: i primi sei episodi sono stati pubblicati il 17 luglio 2024, mentre i rimanenti sette episodi sono inediti.
| n° | Titolo originale     | Titolo italiano        | Pubblicazione Spagna | Prima TV Spagna  | Pubblicazione Italia |
| -- | -------------------- | ---------------------- | -------------------- | ---------------- | -------------------- |
| 1  | Un peso insoportable | Un peso insopportabile | 13 novembre 2020     | 7 dicembre 2021  | 17 luglio 2024       |
| 2  | Culpables            | Colpevoli              | 13 novembre 2020     | 14 dicembre 2021 | 17 luglio 2024       |
| 3  | Jugar con fuego      | Giocare con il fuoco   | 13 novembre 2020     | 21 dicembre 2021 | 17 luglio 2024       |
| 4  | Soltar el timón      | Prendere il timone     | 13 novembre 2020     | 28 dicembre 2021 | 17 luglio 2024       |
| 5  | Semana veinte        | Ventesima settimana    | 13 novembre 2020     | 4 gennaio 2022   | 17 luglio 2024       |
| 6  | Vampiros             | Vampiri                | 13 novembre 2020     | 11 gennaio 2022  | 17 luglio 2024       |
| 7  | No enfades a Dios    |                        | 13 novembre 2020     | 18 gennaio 2022  | inedita              |
| 8  | Paso atrás           |                        | 13 novembre 2020     | 25 gennaio 2022  | inedita              |
| 9  | Abusos               |                        | 13 novembre 2020     | 1º febbraio 2022 | inedita              |
| 10 | No                   |                        | 13 novembre 2020     | 8 febbraio 2022  | inedita              |
| 11 | Últimas voluntades   |                        | 13 novembre 2020     | 16 febbraio 2022 | inedita              |
| 12 | Once horas           |                        | 13 novembre 2020     | 23 febbraio 2022 | inedita              |
| 13 | Luz                  |                        | 13 novembre 2020     | 2 marzo 2022     | inedita              |

## Un peso insopportabile
- Titolo originale: Un peso insoportable
- Diretto da: Abigail Schaaff
- Scritto da: Mauricio Romero & Olga Salvador

### Trama
- Ascolti Spagna (Cuatro): telespettatori 143 000 – share 2,80%[7].

## Colpevoli
- Titolo originale: Un peso insoportable
- Diretto da: Mar Olid
- Scritto da: Carmen Abarca

### Trama
- Ascolti Spagna (Cuatro): telespettatori 143 000 – share 3,40%[8].

## Giocare con il fuoco
- Titolo originale: Jugar con fuego
- Diretto da: Mar Olid
- Scritto da: Dani del Águila

### Trama
- Ascolti Spagna (Cuatro): telespettatori 126 000 – share 2,90%[9].

## Prendere il timone
- Titolo originale: Soltar el timón
- Diretto da: Gracia Querejeta
- Scritto da: Marta Sánchez

### Trama
- Ascolti Spagna (Cuatro): telespettatori 147 000 – share 3,20%[10].

## Ventesima settimana
- Titolo originale: Semana veinte
- Diretto da: Gracia Querejeta
- Scritto da: Mauricio Romero & Olga Salvador

### Trama
- Ascolti Spagna (Cuatro): telespettatori 182 000 – share 3,80%[11].

## Vampiri
- Titolo originale: Vampiros
- Diretto da: Ana Vázquez
- Scritto da: Carmen Abarca

### Trama
- Ascolti Spagna (Cuatro): telespettatori 190 000 – share 4,00%[12].

## No enfades a Dios
- Titolo originale: No enfades a Dios
- Diretto da: Ana Vázquez
- Scritto da: Marta Sánchez

### Trama
- Ascolti Spagna (Cuatro): telespettatori 177 000 – share 4,10%[13].

## Paso atrás
- Titolo originale: Paso atrás
- Diretto da: Mar Olid
- Scritto da: Dani del Águila

### Trama
- Ascolti Spagna (Cuatro): telespettatori 204 000 – share 4,30%[14].

## Abusos
- Titolo originale: Abusos
- Diretto da: Mar Olid
- Scritto da: Carmen Abarca

### Trama
- Ascolti Spagna (Cuatro): telespettatori 174 000 – share 4,50%[15].

## No
- Titolo originale: No
- Diretto da: Juana Macías
- Scritto da: Marta Sánchez

### Trama
- Ascolti Spagna (Cuatro): telespettatori 163 000 – share 4,40%[16].

## Últimas voluntades
- Titolo originale: Últimas voluntades
- Diretto da: Juana Macías
- Scritto da: Mauricio Romero & Olga Salvador

### Trama
- Ascolti Spagna (Telecinco): telespettatori 681 000 – share 14,70%[17].

## Once horas
- Titolo originale: Once horas
- Diretto da: Ana Vázquez
- Scritto da: Mauricio Romero & Olga Salvador

### Trama
- Ascolti Spagna (Telecinco): telespettatori 362 000 – share 10,60%[18].

## Luz
- Titolo originale: Luz
- Diretto da: Ana Vázquez
- Scritto da: Marta Sánchez

### Trama
- Ascolti Spagna (Telecinco): telespettatori 378 000 – share 7,00%[19].